# Shin-Ei
Pour le studio d'animation japonaise, voir Shin-Ei Animation.
Le Shin-Ei (新鋭トーナメント戦) était une compétition de jeu de go au Japon de 1969 à 2003 ; elle était retransmise à la télévision sur Tokyo 12 (aujourd'hui TV Tokyo).

## Organisation
Le Shin-Ei était réservé aux joueurs de moins de 30 ans et au plus 7e dan.

## Vainqueurs
| Joueur             | Années           |
| ------------------ | ---------------- |
| Ishida Yoshio      | 1969             |
| Takagi Shoichi     | 1970             |
| Kojima Takaho      | 1971             |
| Kobayashi Koichi   | 1972, 1975       |
| Cho Chikun         | 1973, 1974, 1976 |
| Awaji Shuzo        | 1978, 1980       |
| Kamimura Haruo     | 1979             |
| Ishida Akira       | 1981             |
| Kobayashi Satoru   | 1982             |
| O Rissei           | 1983             |
| Imamura Toshiya    | 1984             |
| Sonoda Yasutaka    | 1985             |
| Yoda Norimoto      | 1986, 1987       |
| Komatsu Hideki     | 1988, 1990       |
| Hiroe Hiroyuki     | 1989             |
| Cho Sonjin         | 1991             |
| Yamada Kimio       | 1993, 1998       |
| Enda Hideki        | 1995             |
| Hane Naoki         | 1996             |
| Yo Kagen           | 1997             |
| Mimura Tomoyasu    | 1999             |
| Yamashita Keigo    | 2000             |
| Takanashi Seiken   | 2001             |
| Mizokami Tomochika | 2002             |